# فضل البوعينين
فضل البوعينين كاتب اقتصادي سعودي، ولد في الجبيل 3 ربيع الأول عام 1383هـ / 12 أبريل 1964م. عيّن عضواً في مجلس الشورى السعودي في الدورتين: الثامنة المكوّنة في أكتوبر من عام 2020م،  وفي الدورة التاسعة عام 2024م. ويكتب في الشأن الاقتصادي في جريدة الجزيرة.

## التعليم
حاصل على درجة الماجستير في إدارة الأعمال من جامعة Hull في بريطانيا عام 1996م.

## العمل والخبرات
- عين عضواً في مجلس الشورى للفترة 1442-1446هـ (الدورة الثامنة)، وفي الدورة التاسعة للفترة (1446-1450هـ).[8]
- عين عضواً في مجلس المنطقة الشرقية من فبراير 2017م إلى عام 2020م.[9]
- عضو هيئة تطوير المنطقة الشرقية عام 2018م.
- عضو المجلس المحلي لمحافظة الجبيل عام 2013م.
- عمل في القطاع المصرفي من عام 1986م إلى عام 2013م.[2]
- بدأ العمل الصحفي عام 1990م، وتنقل بين عدة صحف سعودية هي: اليوم والإقتصادية والجزيرة.[6]